# Aleuroinanis
Aleuroinanis is een geslacht van halfvleugeligen (Hemiptera) uit de familie witte vliegen (Aleyrodidae), onderfamilie Aleyrodinae.
De wetenschappelijke naam van dit geslacht is voor het eerst geldig gepubliceerd door Martin in 1999. De typesoort is Aleuroinanis myrtacei.

## Soort
Aleuroinanis omvat de volgende soort:
- Aleuroinanis myrtacei Martin, 1999